# 富永勇也
富永 勇也（とみなが ゆうや、1994年11月8日 - ）は、日本の俳優。神奈川県横浜市出身。

## 略歴
2015年、俳優デビュー。
2022年、特撮テレビドラマ『暴太郎戦隊ドンブラザーズ』で初めて連続ドラマにレギュラー出演する。同年11月末より、約6年間所属したアンセムを離れフリーランスとして活動する。
2023年、8月より株式会社Amazing Entertainmentとエージェント契約を開始した。

## 人物
趣味はフットサル、長風呂。特技はリフティング（1000回以上、1時間以上）。好物はいくら、牛皿。

## 出演

### テレビドラマ
- HEAT 第5話（2015年、フジテレビ）
- ビート～警視庁強行犯・樋口顕～（2015年、テレビ東京）
- クズの本懐 最終話（2017年、FOD / フジテレビ） - 綾崎 役
- ファイブ (2017年、FOD/フジテレビ) -クラスメイト役
- ポルノグラファー 第1話（2018年、FOD / フジテレビ） - 須藤剛司 役
- 暴太郎戦隊ドンブラザーズ（2022年3月6日 - 2023年2月26日、テレビ朝日） - ソノイ 役[5]

### 映画
- デメキン （2017年12月2日公開）
- 暴太郎戦隊ドンブラザーズ THE MOVIE 新・初恋ヒーロー（2022年7月22日） - ソノイ 役[6]

### オリジナルビデオ
- スーパー戦隊シリーズ（東映ビデオ） - ソノイ 役
  - 暴太郎戦隊ドンブラザーズVSゼンカイジャー（2023年9月27日）[7]
  - 王様戦隊キングオージャーVSドンブラザーズ（2024年10月9日）[8]

### ウェブドラマ
- 暴太郎戦隊ドンブラザーズVS暴太郎戦隊ドンブリーズ（2023年11月5日、東映特撮ファンクラブ） - ソノイ、Mr.アラカルト 役[9]
- 絶対BLになる世界VS絶対BLになりたくない男 2024（2024年4月23日、Lemino） - 条司 役[10]
- 呪縛少女バギラちゃん 第2話（2025年4月4日、YouTube）- 月影凛墓 役
- 一目惚れ！今すぐ結婚してくれますか？（2025年4月12日、ReelShort）-藤沢一生 役

### 舞台
- 稔　（2015年11月7日 - 12日、ザムザ阿佐ヶ谷） - 滝本稔 役
- 『弱虫ペダル』新インターハイ篇 - 葦木場拓斗 役
  - ～ヒートアップ～（2017年10月19日 - 29日、東京 / 神戸）
  - ～箱根学園王者復格（ザ・キングダム）～（2018年3月2日 - 18日、東京 / 神戸）
  - ～制・限・解・除（リミットブレイカー）～（2019年5月10日 - 26日、東京 / 大阪）
  - FINAL～POWER OF BIKE～（2020年2月、天王洲 銀河劇場 / メルパルクホール大阪）
- MARKER LIGHT-BLUE Blessed（2018年4月18日 - 22日、CBGKシブゲキ!!） - リュビ 役
- 『ツキステ。』第六幕「紅縁」（黒の章）（2018年10月18日 - 11月4日、品川ステラボール） - 小太郎 役
- 真・三國無双 赤壁の戦い（2019年2月7日 - 17日、シアター1010） - 凌統 役
- 劇団アニメ座ハイブリッド～めぐりあい・舞台（2019年3月21日 - 26日、CBGKシブゲキ!!） - 兼芳 役
- トワイライト・ミュージカル ZONE-00 月食（2019年9月14日 - 23日、シアターサンモール） - 黒薔薇朧児 役
- 脳内クラッシュ演劇『DRAMAtical Murder』（2019年12月20日 - 29日、品川プリンス ステラボール） - ウイルス 役
  - 脳内クラッシュ演劇「DRAMAtical Murder」フラッシュバック（2023年4月28日 - 5月7日、品川プリンス ステラボール） - ウイルス 役[11]
- SERVAMP-サーヴァンプ-（2020年11月27日 - 12月6日、こくみん共済coopホール/スペース・ゼロ） - スノウリリイ 役
- 朗読劇『ドラゴンギアス』（2021年4月7日 - 11日、伝承ホール） - クルス 役
- 家庭教師ヒットマンREBORN! the stage -episode of FUTURE-（2021年7月16日 - 8月1日、天王洲 銀河劇場 / 8月6日 - 15日、サンケイホールブリーゼ） - スパナ 役
- おねがいっパトロンさま！（2021年9月15日 - 20日、草月ホール） - 継木伊鳴 役
- 舞台版『あやかしむすび』（2021年10月13日 - 17日、伝承ホール） - 主演・ヨリミツ 役
- 【和楽器×朗読】声劇和楽団 音楽朗読劇『鳥獣奇譚』（2021年11月27日・28日、ニッショーホール） - 蜂兄貴 役
- 舞台版『マーダー☆ミステリー ～探偵・斑目瑞男の事件簿～』（2021年12月3日 - 5日、浅草花劇場） - 写真家 役（12月4日昼公演）
- 日活歌謡シリーズ 第一弾 舞台『夜明けのうた』（2022年1月13日 - 16日、渋谷区文化総合センター大和田 さくらホール） - 藤木 明 役
- ミステリ・ミュージカル『ルームメイトと謎解きを』（2023年11月18日 - 26日、サンシャイン劇場）  - 主演・鷹宮絵愛 役（小野塚勇人、武藤潤とトリプル主演）[12]
- 紀伊國屋ホール 60周年記念公演『熱海連続殺人事件 Standard』（2024年7月5日 - 22日、紀伊國屋ホール） - 熊田留吉 刑事 役[13]
- 『戦隊大失格』ザ・ショー（2024年9月11日 - 16日、シアターGロッソ） - 主演・戦闘員D 役[14]
- 『アテルイ』(2024年10月9日-13日、こくみん共済coopホール/スペース・ゼロ) - 主演・アテルイ 役[15]
- 舞台『十二人の怒れる男たち』（2025年3月26日 - 30日、サンシャイン劇場）- 主演[16]
- 舞台『THE MOUSETRAP』（2025年9月19日 - 28日〈予定〉、博品館劇場）[17]

### 広告
- ディズニー ミュージックパレード
- YAMAHA（Web）
- プッチンプリン CMメイキング映像（グリコ） - 広報 役
- APPジャパン プロモーション映像 - メイン 役
- 進研ゼミ 中学講座・高校講座（ベネッセ） - スチール
- Canon - 保父 役
- Suica - カップル 役
- 日野自動車 - サラリーマン 役

### PV
- 大原櫻子「真夏の太陽」（2015年7月22日発売） - 相手 役 ※サブメイン

### 玩具
- 暴太郎戦隊ドンブラザーズ DX脳人ブレスセット（2022年11月）
- 暴太郎戦隊ドンブラザーズ DX脳人ブレス メモリアルなセット（2023年12月）
- 暴太郎戦隊ドンブラザーズ ザングラソード -MEMORIAL EDITION-（2024年1月）
- 暴太郎戦隊ドンブラザーズ ニンジャークソード -MEMORIAL EDITION-（2024年3月18日）

## 作品

### キャラクターソング
| 発売日         | 商品名                                              | 歌 | 楽曲                                   | 備考                                               |
| -------------- | --------------------------------------------------- | --- | -------------------------------------- | -------------------------------------------------- |
| 2022年7月20日  | 暴太郎戦隊ドンブラザーズ EP vol.3                   | 桃井タロウ（樋口幸平）、ソノイ（富永勇也） | 「月ノミゾ知ル。」                     | 特撮テレビドラマ『暴太郎戦隊ドンブラザーズ』挿入歌 |
| 2022年11月23日 | 暴太郎戦隊ドンブラザーズ EP vol.4                   | ドンモモタロウ / 桃井タロウ（樋口幸平）、サルブラザー / 猿原真一(別府由来）、オニシスター / 鬼頭はるか（志田こはく）、イヌブラザー / 犬塚翼（柊太朗）、キジブラザー / 雉野つよし（鈴木浩文）、ドンドラゴクウ / ドントラボルト / 桃谷ジロウ（石川雷蔵）、ソノイ（富永勇也）、ソノニ（宮崎あみさ）、ソノザ（タカハシシンノスケ） | 「アバターパーティー!ドンブラザーズ!」 | 特撮テレビドラマ『暴太郎戦隊ドンブラザーズ』関連曲 |
| 2023年3月1日   | 暴太郎戦隊ドンブラザーズ キャラクターソングアルバム | ソノイ（富永勇也） | 「Blue Moon」                          | 特撮テレビドラマ『暴太郎戦隊ドンブラザーズ』関連曲 |